# Olga Pivec
Olga Pivec (Cetinje, 12. ožujka 1941.) je hrvatska glumica.

## Filmografija

### Televizijske uloge
- "Nemoj nikome reći" kao Helenina baka (2015.)
- "Zora dubrovačka" kao Janina stanodavka (2014.)
- "Pod sretnom zvijezdom" kao stanodavka Vesna (2011.)
- "Kad zvoni?" kao susjeda (2005.)
- "Tražim srodnu dušu" kao žena u mesnici #1 (1990.)
- "Neuništivi" (1990.)
- "Ptice nebeske" (1989.)
- "Nepokoreni grad" kao kumica na placu / žena koja viče i traži pomoć (1982.)
- "Jelenko" (1980.)
- "Velo misto" kao prodavačica na tržnici (1980.)
- "Vrabac Letko" (1978.)
- "Fiškal" (1970.)
- "Pod novim krovovima" kao bolničarka (1969.)
- "Dnevnik Očenašeka" (1969.)

### Filmske uloge
- "Slučajna suputnica" kao Vanjina strina (2004.)
- "Tu" kao umirovljenica #2 (2003.)
- "Fine mrtve djevojke" kao gospođa sa sela (2002.)
- "Crna kronika ili dan žena" kao žena u tramvaju (2000.)
- "Treća žena" kao susjeda (1997.)
- "Mrtva točka" (1995.)
- "Smrtonosno nebo" kao stara Ciganka (1990.)
- "Orao" kao pipničarka (1990.)
- "Stela" kao prodavačica (1990.)
- "Donator" kao susjeda u hotelu (1989.)
- "Diploma za smrt" kao Katica (1989.)
- "Glembajevi" kao sluškinja (1988.)
- "Trgovci i ljubavnici" (1987.)
- "U pozadini" kao gospođa koja čeka odvjetnika (1984.)
- "U logoru" (1983.)
- "Puška u cik zore" (1981.)
- "Vlakom prema jugu" (1981.)
- "Turopoljski top" kao sluškinja (1981.)
- "Ivanjska noć" (1980.)
- "Godišnja doba Željke, Višnje i Branke" (1979.)
- "Živi bili pa vidjeli" (1979.)
- "Novinar" kao konobarica u kafiću (1979.)
- "Okupacija u 26 slika" kao žena u autobusu smrti (1978.)
- "Akcija stadion" kao gospođa koja pomaže kod iseljenja (1977.)
- "Ili jesmo ili nismo" kao Ruža (1977.)
- "Vlak u snijegu" kao prodavačica na tržnici (1976.)
- "Izjava" kao članica komiteta (1976.)
- "Nedjelja" kao žena kučevlasnika (1969.)

## Vanjske poveznice
- Olga Pivec u internetskoj bazi filmova IMDb-u (engl.)